# Peugeot Tipo 143

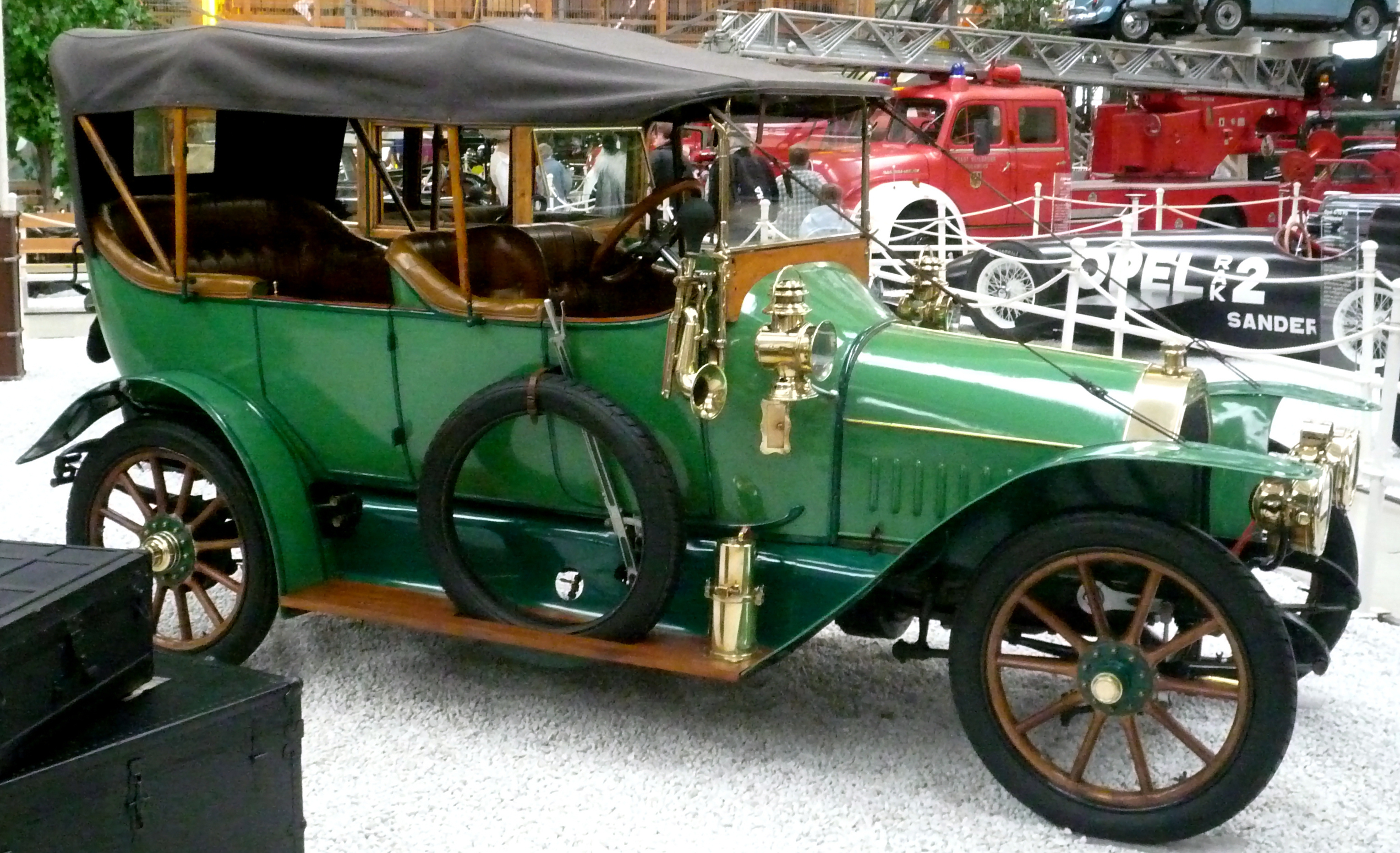
Peugeot Tipo 143 en el Museo de la Tecnología de Espira

El Peugeot Tipo 143 es un automóvil producido por el fabricante francés Peugeot entre 1912 y 1913. Fueron producidas 300 unidades. 
Contaba con un motor de cuatro tiempos y cuatro cilindros de 12 CV de potencia y una cilindrada de 2000 cm³. El motor está montado en la parte delantera y transmite su potencia a través de un eje de transmisión.
Su distancia entre ejes es de 2893 mm. La carrocería es de estilo torpedo, con espacio para cuatro plazas. La versión deportiva posee dos plazas.